# Acomys minous
Acomys minous е вид бозайник от семейство Мишкови (Muridae).

## Разпространение
Видът е разпространен в Гърция (Крит).